# چراغ ایمنی
چراغ ایمنی (انگلیسی: Safety lamp) به انواع مختلف چراغ گفته می‌شود که روشنایی معادن زغال‌سنگ را فراهم می‌کند و برای کار در هوایی طراحی شده که ممکن است حاوی گرد زغال یا گاز باشد که هر دو به‌طور بالقوه قابل اشتعال یا انفجار هستند. تا اوایل دهه ۱۹۰۰ معدنچیان از لامپهای شعله‌ای برای تأمین روشنایی استفاده می‌کردند.